# قائمة قرارات مجلس الأمن التابع للأمم المتحدة لعام 2016
تتضمن قائمة قرارات مجلس الأمن التابع للأمم المتحدة لعام 2016 جميع القرارات الصادرة عن مجلس الأمن التابع للأمم المتحدة خلال العام 2016.

## القائمة
| رقم القرار        | الرمز             | نص القرار                         | موضوع القرار |
| ----------------- | ----------------- | --------------------------------- | --- |
| 2260              | S/RES/2260(2016)  | نص الوثيقة على موقع الأمم المتحدة | كوت ديفوار |
| 2261              | S/RES/2261(2016)  | نص الوثيقة على موقع الأمم المتحدة | رسالتان متطابقتان بتاريخ 19 يناير 2016 من الممثل الدائم لكولومبيا لدى الأمم المتحدة إلى الأمين العام ورئيس مجلس الأمن                        |
| 2262              | S/RES/2262(2016)  | نص الوثيقة على موقع الأمم المتحدة | جمهورية أفريقيا الوسطى |
| 2263              | S/RES/2263(2016)  | نص الوثيقة على موقع الأمم المتحدة | قبرص |
| 2264              | S/RES/2264(2016)  | نص الوثيقة على موقع الأمم المتحدة | جمهورية أفريقيا الوسطى |
| 2265              | S/RES/2265(2016)  | نص الوثيقة على موقع الأمم المتحدة | تقرير الأمين العام عن الحالة في السودان وجنوب السودان                                                                                        |
| 2266              | S/RES/2266(2016)  | نص الوثيقة على موقع الأمم المتحدة | الشرق الأوسط (اليمن) |
| 2267              | S/RES/2267(2016)  | نص الوثيقة على موقع الأمم المتحدة | غينيا - بيساو |
| 2268              | S/RES/2268(2016)  | نص الوثيقة على موقع الأمم المتحدة | الشرق الأوسط (سوريا) |
| 2269              | S/RES/2269(2016)  | نص الوثيقة على موقع الأمم المتحدة | المحكمة الدولية ليوغوسلافيا السابقة، المحكمة الجنائية الدولية لرواندا                                                                        |
| 2270              | S/RES/2270(2016)  | نص الوثيقة على موقع الأمم المتحدة | عدم الانتشار / جمهورية كوريا الديمقراطية الشعبية                                                                                             |
| 2271              | S/RES/2271(2016)  | نص الوثيقة على موقع الأمم المتحدة | تقرير الأمين العام عن الحالة في السودان وجنوب السودان                                                                                        |
| 2272              | S/RES/2272(2016)  | نص الوثيقة على موقع الأمم المتحدة | بعثات حفظ السلام |
| 2273              | S/RES/2273(2016)  | نص الوثيقة على موقع الأمم المتحدة | الحالة في ليبيا |
| 2274              | S/RES/2274(2016)  | نص الوثيقة على موقع الأمم المتحدة | الحالة في أفعانستان |
| 2275              | S/RES/2275(2016)  | نص الوثيقة على موقع الأمم المتحدة | الحالة في الصومال |
| 2276              | S/RES/2276(2016)  | نص الوثيقة على موقع الأمم المتحدة | عدم الانتشار / جمهورية كوريا الديمقراطية الشعبية                                                                                             |
| 2277              | S/RES/2277(2016)  | نص الوثيقة على موقع الأمم المتحدة | جمهورية الكونغو الديموقراطية |
| 2278              | S/RES/2278(2016)  | نص الوثيقة على موقع الأمم المتحدة | الحالة في ليبيا |
| 2279              | S/RES/2279(2016)  | نص الوثيقة على موقع الأمم المتحدة | الحالة في بروندي |
| 2280              | S/RES/2280(2016)  | نص الوثيقة على موقع الأمم المتحدة | تقرير الأمين العام عن الحالة في السودان وجنوب السودان                                                                                        |
| 2281              | S/RES/2281(2016)  | نص الوثيقة على موقع الأمم المتحدة | الحالة في جمهورية أفريقيا الوسطى |
| 2282              | S/RES/2282(2016)  | نص الوثيقة على موقع الأمم المتحدة | بناء السلام في حالات ما بعد الصراع |
| 2283              | S/RES/2283(2016)  | نص الوثيقة على موقع الأمم المتحدة | الحالة في كوت ديفوار |
| 2284              | S/RES/2284(2016)  | نص الوثيقة على موقع الأمم المتحدة | الحالة في كوت ديفوار |
| 2285              | S/RES/2285(2016)  | نص الوثيقة على موقع الأمم المتحدة | الحالة في الصحراء الغربية |
| 2286              | S/RES/2286(2016)  | نص الوثيقة على موقع الأمم المتحدة | حماية المدنيين في النزاعات المسلحة |
| 2287              | S/RES/2287(2016)  | نص الوثيقة على موقع الأمم المتحدة | تقرير الأمين العام عن الحالة في السودان وجنوب السودان                                                                                        |
| 2288              | S/RES/2288(2016)  | نص الوثيقة على موقع الأمم المتحدة | الحالة في ليبريا |
| 2289              | S/RES/2289(2016)  | نص الوثيقة على موقع الأمم المتحدة | الحالة في الصومال |
| 2290              | S/RES/2290(2016)  | نص الوثيقة على موقع الأمم المتحدة | تقرير الأمين العام عن الحالة في السودان وجنوب السودان                                                                                        |
| 2291              | S/RES/2291(2016)  | نص الوثيقة على موقع الأمم المتحدة | الحالة في ليبيا |
| 2292              | S/RES/2292(2016)  | نص الوثيقة على موقع الأمم المتحدة | الحالة في ليبيا |
| 2293              | S/RES/2293(2016)  | نص الوثيقة على موقع الأمم المتحدة | الحالة في جمهورية الكونغو الديمقراطية |
| 2294              | S/RES/2294(2016)  | نص الوثيقة على موقع الأمم المتحدة | الحالة في الشرق الأوسط |
| 2295              | S/RES/2295(2016)  | نص الوثيقة على موقع الأمم المتحدة | الحالة في مالي |
| 2296              | S/RES/2296(2016)  | نص الوثيقة على موقع الأمم المتحدة | تقارير الأمين العام عن الحالة في السودان وجنوب السودان                                                                                       |
| 2297              | S/RES/2297(2016)  | نص الوثيقة على موقع الأمم المتحدة | الحالة في الصومال |
| 2298              | S/RES/2298(2016)  | نص الوثيقة على موقع الأمم المتحدة | الحالة في ليبيا |
| 2299              | S/RES/2299(2016)  | نص الوثيقة على موقع الأمم المتحدة | الحالة في العراق |
| 2300              | S/RES/2300(2016)  | نص الوثيقة على موقع الأمم المتحدة | الحالة في قبرص |
| 2301              | S/RES/2301(2016)  | نص الوثيقة على موقع الأمم المتحدة | الحالة في جمهورية أفريقيا الوسطى |
| 2302              | S/RES/2302(2016)  | نص الوثيقة على موقع الأمم المتحدة | تقارير الأمين العام عن الحالة في السودان وجنوب السودان                                                                                       |
| 2303              | S/RES/2303(2016)  | نص الوثيقة على موقع الأمم المتحدة | الحالة في بوروندي |
| 2304              | S/RES/2304(2016)  | نص الوثيقة على موقع الأمم المتحدة | تقارير الأمين العام عن الحالة في السودان وجنوب السودان                                                                                       |
| 2305              | S/RES/2305(2016)  | نص الوثيقة على موقع الأمم المتحدة | الحالة في الشرق الأوسط (يونفيل) |
| 2306              | S/RES/2306 (2016) | نص الوثيقة على موقع الأمم المتحدة | المحكمة الجنائية الدولية ليوغوسلافيا السابقة (ICTY)                                                                                          |
| 2307 [الإنجليزية] | S/RES/2307 (2016) | نص الوثيقة على موقع الأمم المتحدة | رسالتان متطابقتان بتاريخ 19 يناير 2016 من الممثل الدائم لكولومبيا لدى الأمم المتحدة إلى الأمين العام ورئيس مجلس الأمن (S/2016/53)            |
| 2308              | S/RES/2308 (2016) | نص الوثيقة على موقع الأمم المتحدة | الحالة في ليبيريا |
| 2309 [الإنجليزية] | S/RES/2309 (2016) | نص الوثيقة على موقع الأمم المتحدة | الأخطار التي تهدد السلام والأمن الدوليين من جراء الأعمال الإرهابية: أمن الطيران                                                              |
| 2310              | S/RES/2310 (2016) | نص الوثيقة على موقع الأمم المتحدة | صون السلم والأمن الدوليين |
| 2311              | S/RES/2311 (2016) | نص الوثيقة على موقع الأمم المتحدة | التوصية المتعلقة بتعيين الأمين العام للأمم المتحدة                                                                                           |
| 2312              | S/RES/2312 (2016) | نص الوثيقة على موقع الأمم المتحدة | صون السلم والأمن الدوليين |
| 2313              | S/RES/2313 (2016) | نص الوثيقة على موقع الأمم المتحدة | المسألة المتعلقة بهايتي |
| 2314              | S/RES/2314 (2016) | نص الوثيقة على موقع الأمم المتحدة | الوضع في الشرق الأوسط (سوريا) |
| 2315              | S/RES/2315 (2016) | نص الوثيقة على موقع الأمم المتحدة | الحالة في البوسنة والهرسك |
| 2316              | S/RES/2316 (2016) | نص الوثيقة على موقع الأمم المتحدة | الحالة في الصومال |
| 2317              | S/RES/2317 (2016) | نص الوثيقة على موقع الأمم المتحدة | الحالة في الصومال |
| 2318              | S/RES/2318 (2016) | نص الوثيقة على موقع الأمم المتحدة | تقارير الأمين العام عن السودان وجنوب السودان                                                                                                 |
| 2319              | S/RES/2319 (2016) | نص الوثيقة على موقع الأمم المتحدة | الحالة في الشرق الأوسط (سوريا) |
| 2320              | S/RES/2320 (2016) | نص الوثيقة على موقع الأمم المتحدة | صون السلم والأمن الدوليين: التعاون بين الأمم المتحدة والمنظمات الإقليمية ودون الإقليمية في المسائل المتعلقة بصون السلام والأمن               |
| 2321              | S/RES/2321 (2016) | نص الوثيقة على موقع الأمم المتحدة | عدم الانتشار/جمهورية كوريا الديمقراطية الشعبية                                                                                               |
| 2322              | S/RES/2322 (2016) | نص الوثيقة على موقع الأمم المتحدة | الأخطار التي تهدد السلام والأمن الدوليين من جراء الأعمال الإرهابية                                                                           |
| 2323              | S/RES/2323 (2016) | نص الوثيقة على موقع الأمم المتحدة | الحالة في ليبيا |
| 2324              | S/RES/2324 (2016) | نص الوثيقة على موقع الأمم المتحدة | تكريم الأمين العام المنتهية ولايته |
| 2325              | S/RES/2325 (2016) | نص الوثيقة على موقع الأمم المتحدة | عدم انتشار أسلحة الدمار الشامل |
| 2326              | S/RES/2326 (2016) | نص الوثيقة على موقع الأمم المتحدة | تقارير الأمين العام عن السودان وجنوب السودان                                                                                                 |
| 2327              | S/RES/2327 (2016) | نص الوثيقة على موقع الأمم المتحدة | تقارير الأمين العام عن السودان وجنوب السودان                                                                                                 |
| 2328              | S/RES/2328 (2016) | نص الوثيقة على موقع الأمم المتحدة | الوضع في الشرق الأوسط (سوريا) |
| 2329              | S/RES/2329 (2016) | نص الوثيقة على موقع الأمم المتحدة | المحكمة الدولية لمحاكمة الأشخاص المسؤولين عن الانتهاكات الجسيمة للقانون الإنساني الدولي التي ارتكبت في إقليم يوغوسلافيا السابقة منذ عام 1991 |
| 2330              | S/RES/2330 (2016) | نص الوثيقة على موقع الأمم المتحدة | الوضع في الشرق الأوسط (قوة الأمم المتحدة لمراقبة فض الاشتباك)                                                                                |
| 2331              | S/RES/2331 (2016) | نص الوثيقة على موقع الأمم المتحدة | صون السلم والأمن الدوليين |
| 2332              | S/RES/2336 (2016) | نص الوثيقة على موقع الأمم المتحدة | الوضع في الشرق الأوسط (سوريا) |
| 2333              | S/RES/2335 (2016) | نص الوثيقة على موقع الأمم المتحدة | الحالة في العراق |
| 2334              | S/RES/2334 (2016) | نص الوثيقة على موقع الأمم المتحدة | الحالة في الشرق الأوسط، بما في ذلك قضية فلسطين                                                                                               |
| 2335              | S/RES/2333 (2016) | نص الوثيقة على موقع الأمم المتحدة | الحالة في ليبريا |
| 2336              | S/RES/2332 (2016) | نص الوثيقة على موقع الأمم المتحدة | الوضع في الشرق الأوسط (سوريا) |

## المرجع
1. ↑  "Security Council Resolutions" (بالإنجليزية). الأمم المتحدة. Archived from the original on 2018-09-03. Retrieved 22 شباط / فبراير 2017. {{استشهاد ويب}}: تحقق من التاريخ في: |تاريخ الوصول= (help)